# Concepta Margaret McManus Pimentel
Concepta Margaret McManus Pimentel (Irlanda, 15 de fevereiro de 1963) é uma agrônoma, pesquisadora e professora universitária brasileira, nascida na Irlanda. 
Comendadora da Ordem Nacional do Mérito Científico e membro titular da Academia Brasileira de Ciências na área de Ciências Agrárias desde 2017, Concepta é professora titular da Universidade de Brasília desde 1992, na área de Genética e Melhoramento dos Animais Domésticos bem como a Conservação de Recursos Genéticos Animais e Genética de Paisagem.
Já publicou mais de 300 artigos em jornais com corpo editorial, 24 capítulos de livros, mais de 550 resumos em congressos e mais de 200 orientações de alunos, incluindo 52 mestrados, 23 doutorados, 12 pós-doutorados e 90 de iniciação científica e TCC, além de mais de 20 orientações técnicas.
Tem experiência na área de genética e melhoramento dos animais domésticos bem como em conservação de recursos genéticos animais e genética de paisagem. Foi diretora de Relações Internacionais da Coordenação de Aperfeiçoamento de Pessoal de Nível Superior (CAPES) entre 2016 e 2019.